# Zielonyj Ług (obwód lipiecki)
Zielonyj Ług (ros. Зелёный Луг) – osiedle typu wiejskiego w zachodniej Rosji, w sielsowiecie wasiljewskim rejonu wołowskiego w obwodzie lipieckim.

## Geografia
Miejscowość położona 3 km od centrum administracyjnego sielsowietu wasiljewskiego (Wasiljewka), 9 km od centrum administracyjnego rejonu (Wołowo), 131 km od stolicy obwodu (Lipieck).
W granicach miejscowości znajduje się ulica Aleksandra Baczurina (21 posesji).

## Demografia
W 2012 r. miejscowość liczyła sobie 54 mieszkańców.